# Hylonema ivorense
Hylonema ivorense är en rundmaskart som beskrevs av Luc, Taylor och Thérésien Cadet 1978. Hylonema ivorense ingår i släktet Hylonema och familjen Heteroderidae. Inga underarter finns listade i Catalogue of Life.